# Robert Elswit
Robert Elswit (né le 22 avril 1950 dans le comté de Los Angeles en Californie) est un directeur de la photographie américain.
Il est principalement reconnu pour sa participation au tournage des films de Paul Thomas Anderson. Sa filmographie compte notamment Magnolia, Punch-Drunk Love, Syriana, Michael Clayton et There Will Be Blood. En 2008, il remporte l'Oscar de la meilleure photographie pour le film There Will Be Blood de Paul Thomas Anderson.  

## Filmographie
- 1996 : Double mise (Hard Eight) de Paul Thomas Anderson
- 1997 : Boogie Nights de Paul Thomas Anderson
- 1997 : Demain ne meurt jamais (Tomorrow Never Dies)
- 1999 : 8 millimètres (Eight Millimeter)
- 1999 : Magnolia de Paul Thomas Anderson
- 2001 : Punch-Drunk Love de Paul Thomas Anderson
- 2003 : Amours troubles (Gigli)
- 2005 : Good Night and Good Luck
- 2005 : Syriana
- 2007 : Michael Clayton
- 2007 : There Will Be Blood
- 2008 : Redbelt (Ceinture rouge)
- 2008 : Loin de la terre brûlée (The Burning Plain)
- 2009 : Les Chèvres du Pentagone (The Men Who Stare At Goats)
- 2009 : Duplicity
- 2010 : The Town
- 2010 : Salt
- 2011 : Mission impossible : Protocole Fantôme (Mission: Impossible: Ghost Protocol)
- 2012 : Jason Bourne : L'Héritage (The Bourne Legacy)
- 2014 : Vice caché (Inherent Vice) de Paul Thomas Anderson
- 2014 : Night Call (Nightcrawler) de Dan Gilroy
- 2015 : Mission impossible : Rogue Nation (Mission: Impossible – Rogue Nation) de Christopher McQuarrie
- 2016 : Gold de Stephen Gaghan
- 2017 : L'Affaire Roman J. (Roman J. Israel, Esq.) de Dan Gilroy
- 2017 : Bienvenue à Suburbicon (Suburbicon) de George Clooney
- 2018 : Skyscraper de Rawson Marshall Thurber
- 2020 : The King of Staten Island de Judd Apatow
- 2024 : Bob Marley: One Love de Reinaldo Marcus Green
- 2024 : Ripley mini-série de Steven Zaillian
- 2025 : Ella McCay de James L. Brooks
- prochainement : Animals de Ben Affleck

## Distinctions

### Récompenses
- San Diego Film Critics Society Awards 2014 : Meilleure photographie pour Night Call